# Observatorio Astronómico Educativo Turístico UNMSM - M. D. Maranganí
El Observatorio Astronómico María Luisa Aguilar, y antes denominado Observatorio Astronómico Educativo Turístico UNMSM - M. D. Maranganí hasta el 2017, está ubicado en la meseta del Apu Huchuy Atería, dentro de las comunidades campesinas de Hanccohocca y Chectuyoc, en el distrito de Maranganí, provincia de Canchis, al sur de la región Cusco. En la actualidad, bajo Resolución de Alcaldía N°..., en honor a la destacada labor pionera, el observatorio recibe el epónimo de María Luisa Aguilar. Fue inaugurado en agosto de 2017.
María Luisa Aguilar comenzó a sentar sus bases científicas y educativas en el artículo “Investigación en la enseñanza de las ciencias naturales y el medio ambiente. Organización del Observatorio Astronómico para la enseñanza de la UNMSM” (1998).
Cuenta con un telescopio de 8” LX200 Schmidt Cassegrain, dispuesto en una primera etapa.
Luego de una década, en el 2007, la Municipalidad de Maranganí y la Universidad Nacional Mayor de San Marcos suscriben el Convenio Marco de Cooperación Científica y Cultural y el Convenio Específico para la instalación de dos observatorios astronómicos en el 2010. Este acuerdo derivó a que el 16 de agosto de 2017 fuera inaugurado.